# Marcin Brzeziński
Marcin Brzeziński, né le 6 janvier 1984 à Varsovie, est un rameur polonais.

## Palmarès

### Jeux olympiques
- 5e en huit barré à Pékin (2008)
- 7e en huit barré à Londres (2012)
- 5e en huit barré à Rio de Janeiro (2016)

### Championnats du monde d'aviron
- médaille de bronze en huit barré en 2014 à Amsterdam, (Pays-Bas)
- Médaille d'or en quatre de pointe en 2019 à Ottensheim, (Autriche)

### Championnats d'Europe d'aviron
- médaille de bronze en huit barré en 2008 à Athènes, (Grèce)
- médaille d'or en huit barré en 2009 à Brest, (Biélorussie)
- médaille d'argent en huit barré en 2010 à Montemor-o-Velho, (Portugal)
- médaille d'argent en huit barré en 2013 à Séville, (Espagne)
- médaille d'argent en huit barré en 2017 à Račice, (République tchèque)
- médaille d'argent en quatre sans barreur en 2019 à Lucerne, (Suisse)